# Bezhī
Bezhī (persiska: بِژی, بژی) är en ort i Iran.   Den ligger i provinsen Kurdistan, i den nordvästra delen av landet, 500 km väster om huvudstaden Teheran. Bezhī ligger 1 607 meter över havet och antalet invånare är 199.
Terrängen runt Bezhī är huvudsakligen lite bergig. Bezhī ligger nere i en dal.Runt Bezhī är det ganska tätbefolkat, med 93 invånare per kvadratkilometer. Närmaste större samhälle är Bāneh, 10,8 km väster om Bezhī. Trakten runt Bezhī består i huvudsak av gräsmarker.